# Анталовцы
Анталовцы (укр. Анталовці, прежнее название — Анто́новка) — село в Среднянской поселковой общине Ужгородского района Закарпатской области Украины. Находится в 32 км. от г. Ужгорода. Расположено на реке Вьела (Веля).
Население по переписи 2001 года составляло 1059 человек. Занимает площадь 10,8 км².

## История
Первое упоминание о селе встречается в грамоте короля Фердинанда I с 1548 года, где говорится о наследственных делах Другетов. Анталовцы принадлежали к имениям Невицкого панства Другетов. В письменных источниках село известно под названием «Antolocz». Считается, что село основал в конце XV века шолтейс именем Антал. В 1631 году в Анталовцах существовало 7 крепостных домохозяйств и хозяйство шолтейса. В 1715 году в селе были учтены 13 крестьянских и 2 желярских хозяйства. В XVII веке в связи с лесоразработками в село переселилось несколько словацких семей.
В XVIII веке в селе уже существовала греко-католическая церковь, принадлежавшая русинскому населению.
В 1946 году указом ПВС УССР село Анталовцы переименовано в Антоновку.
В 1995 году селу возвращено историческое название